# 八德路 (臺北市)

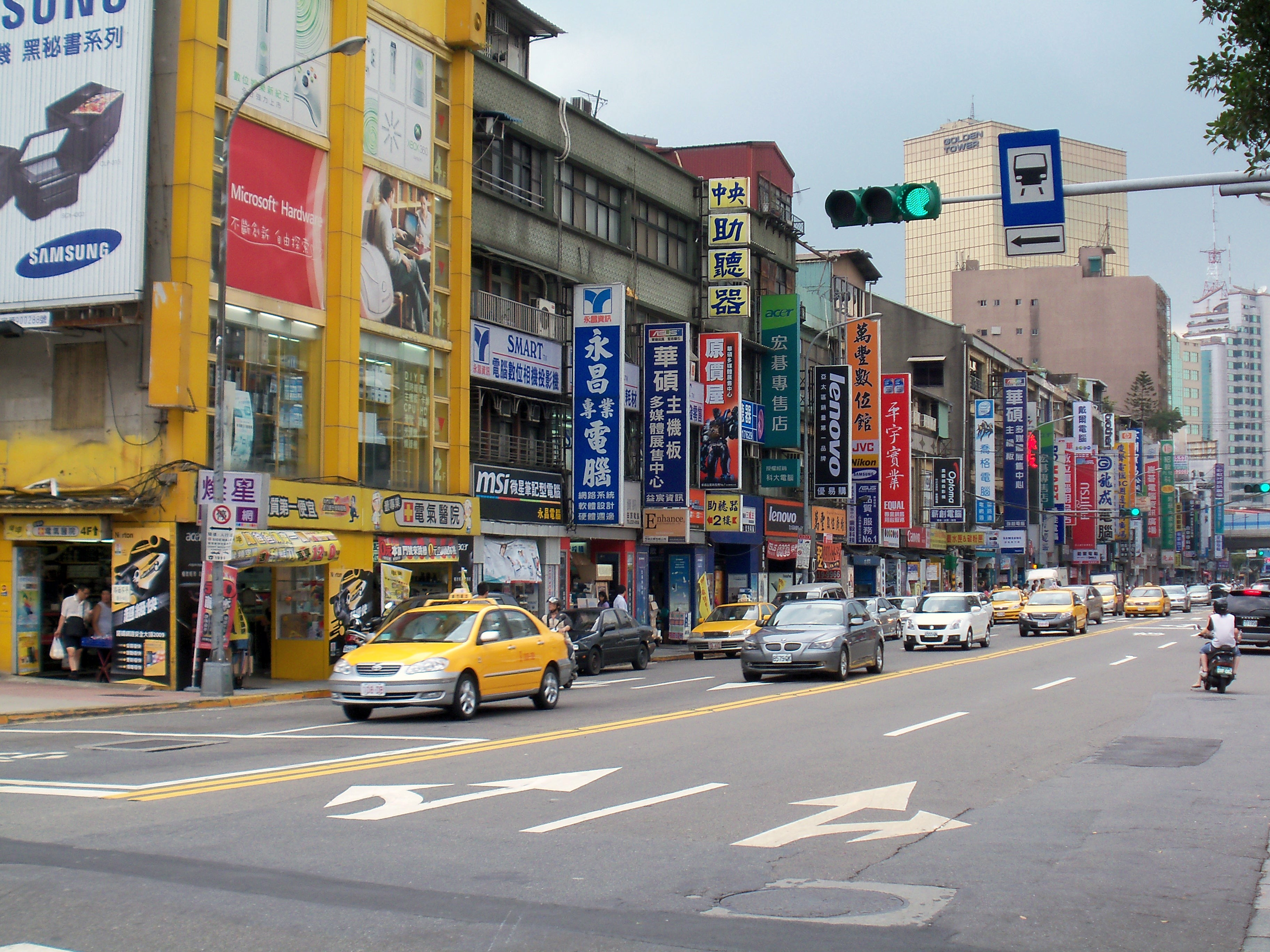
八德路一段資訊商品街（光華商圈）。

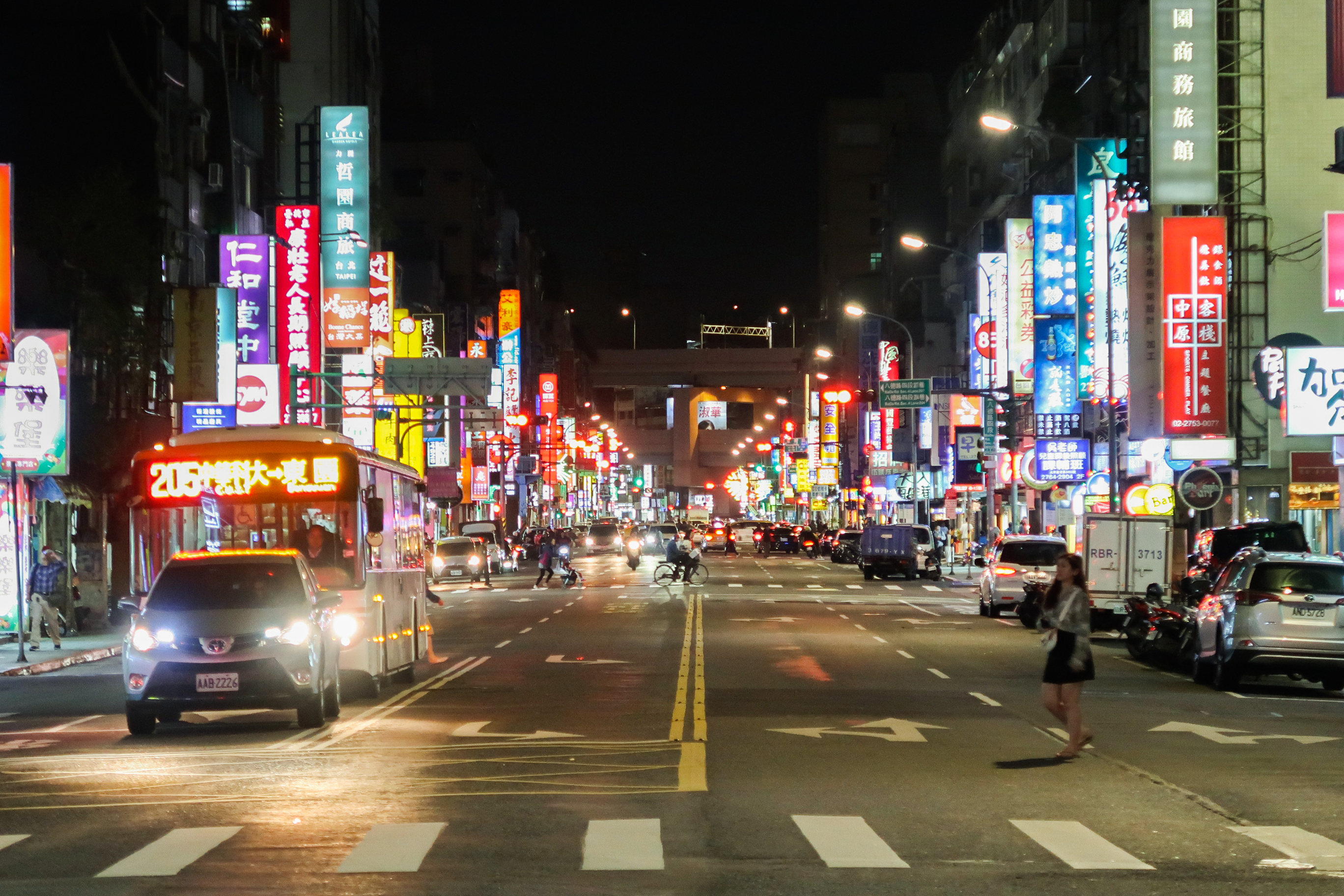
晚上的八德路四段（2019年）

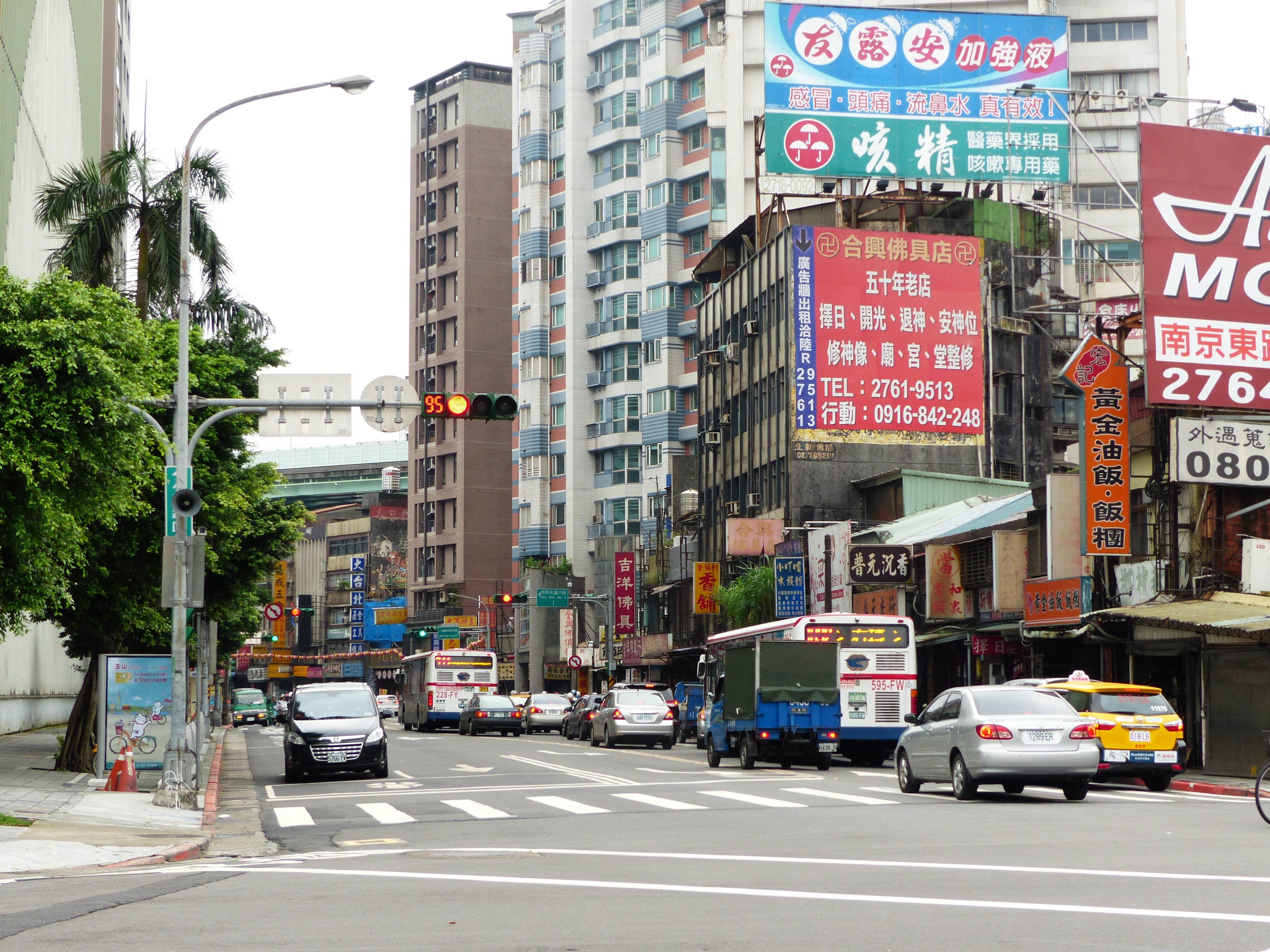
八德路四段與塔悠路、松信路口，臺北市知名的香鋪、佛具店集中區。

八德路為臺北市的重要幹道之一，為東西向道路，分四段。早年為台北市中正路的一部分，是台北往東通往基隆市的省道；原本是以監察院前圓環分隔成中正東路與中正西路，後將中正西路（現在的忠孝西路）改成中正路。
1970年6月2日，台北市中正路與忠孝路合併，臨沂街以東改稱八德路，原八德路易名四維路。至於中正東路是現在忠孝東路一二段至建國啤酒廠接現在的八德路。在清末與日治時期的地圖上已經可以發現其路基。早年部份政府機關、電視台、酒廠、汽水工廠…等也設立於此。
此外，台北捷運松山新店線（南京三民站-松山站段）即沿著塔悠路進入八德路四段施工，並在此路下設置松山站。

## 分段
- 一段:西自忠孝東路二段岔出,東於新生南北路口接八德路二段
- 二段:西於新生南北路口接八德路一段,東於敦化南北路口接八德路三段
- 三段:西於敦化南北路口接八德路二段,東於光復南北路口接八德路四段
- 四段:西於光復南北路口接八德路三段,於東新街口直走匯入南港路三段,左轉上成美橋

## 行經行政區域
（由西至東）
- 中正區
- 大安區
- 中山區
- 松山區
- 南港區[1]

## 沿線設施
（由西至東）
| | |
| 一段 - 華山文化園區（1號） - 台北市公共自行車租賃系統華山文化園區站（1號） - 台北市基督教浸信會仁愛堂（11號，附設臺灣浸信會創立紀念館） - 匯大大廈（23號） - 東風衛視總部（23號3樓） - 原第一商業銀行臺北倉庫（34號） 二段 - 建國啤酒廠（85號） - 八德市場（108之1號） - 進安公園 - 進安公園地下停車場 - 中國國民黨中央委員會（232、234號） - 華人衛星電視傳播機構（232號10樓） - 太空電視股份有限公司（232號10樓） - 中影八德大樓（260號） - 中影股份有限公司（260號6樓） - 北都數位有線電視（260號8樓） - 內政部國土管理署（342號） - 台安醫院（424號） 三段 - 三傑大廈（2號） - 台北市電腦商業同業公會（2號3樓） - 中華民國電腦技能基金會（2號6樓） - 台視大樓（10號） - 台視文化（11樓） - 松山運動中心入口（台視大樓正對面） - 臺北市藝文推廣處大樓（25號） - 臺北市藝文推廣處（25號地下二樓至地上五樓） - 臺北市立交響樂團（25號7樓） - 城市舞台 - 台北市公共自行車租賃系統臺北市立社會教育館站（25號） - 敦北長城大樓（30至36號） - 中華職棒大聯盟（32號2樓） - 中崙市場（76號） - 吉仁公園 - 台北富邦銀行八德分行（178號1樓） - 臺北市稅捐稽徵處松山分處（178號3樓） | 四段 - 交通部公路局臺北市區監理所（21號） - 臺北市立中崙高級中學（101號） - 台北市公共自行車租賃系統臺北市立中崙高級中學站（101號） - 中崙高中地下停車場 - 台新銀行八德大樓(無分行及ATM)（111號） - 臺北市政府消防局松山中隊八德分隊（162號） - 台北市自閉兒社會福利基金會（306號8樓） - 松山霞海城隍廟（439號） - 八德立體停車場（580號） - 台灣電力公司台北市區營業處松山服務所（598號2樓） - 台北市公共自行車租賃系統饒河夜市站 - 合作金庫銀行松山分行（622號） - 東星大樓（660號） - 臺北市慈祐發展中心（688號4樓） - 臺北市立圖書館松山分館（688號5～8樓） - 松山區行政中心（692號） - 臺北市政府警察局松山分局松山派出所（B1～1樓） - 臺北市義勇消防總隊松山第二分隊（1樓） - 臺北市松山區健康服務中心（2樓、6樓） - 臺北市松山區戶政事務所（3～5樓） - 臺北市松山區公所（7～11樓） - 台北捷運松山新店線松山站（742號） - 松山轉運站（松山路9巷） - 臺北市松山區松山國民小學（746號） - 松山國小地下停車場 - 信大商業大樓（758號） - 新亞松山大樓 - 台灣屈臣氏總管理處（760號11樓之1） - 新亞建設（760號15、16樓） - 松山慈祐宮（761號） - 台北市新移民會館（768之1號） - 漢聲雜誌社（72巷16弄1號） |